# La Grande Récré (magasin)
Pour les articles homonymes, voir La Grande Récré.

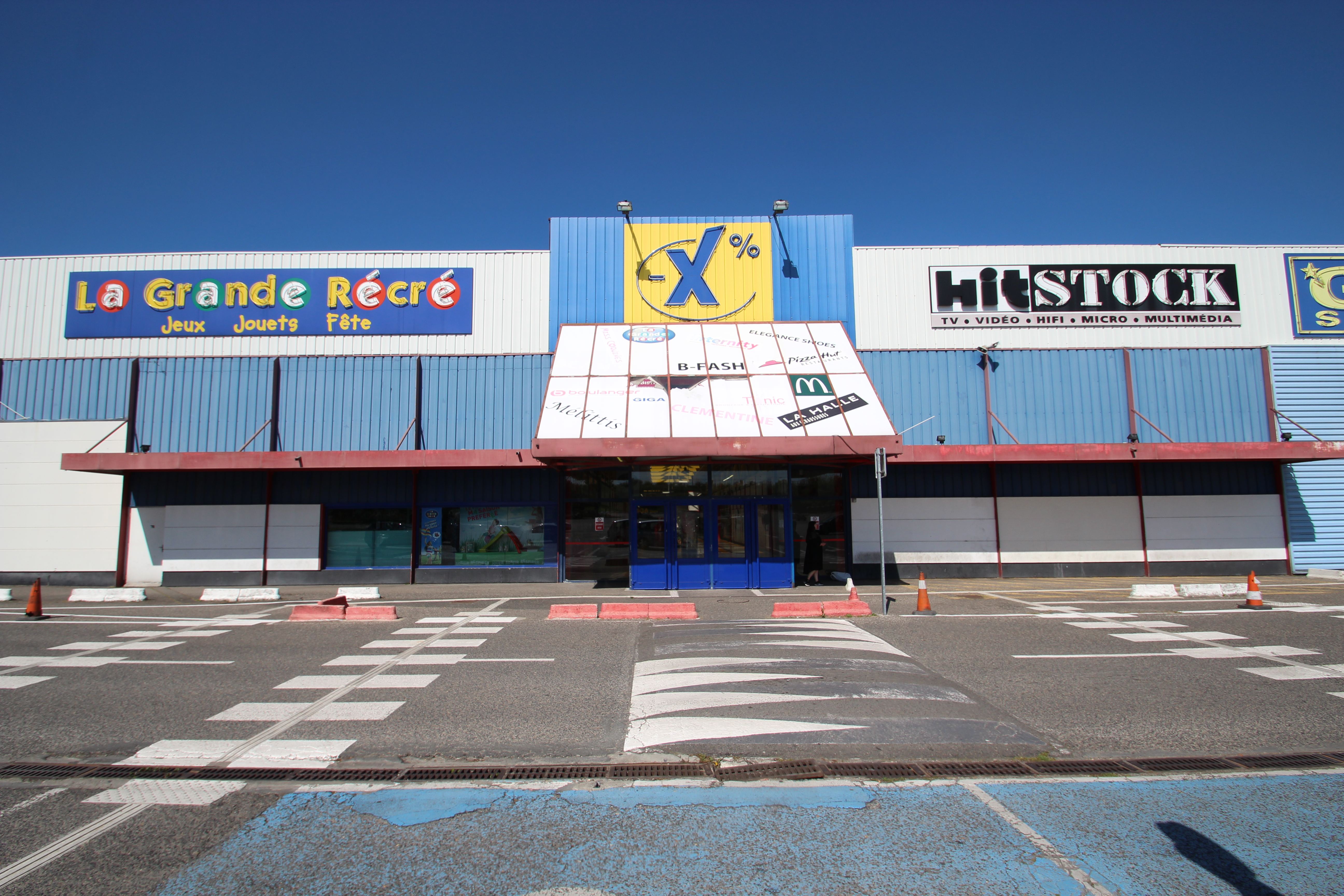
Magasin La Grande Récré au centre commercial -X% à Massy dans l'Essonne

La Grande Récré est une enseigne de magasins de jouets présente en France et dans quelques pays en Afrique. 

## Histoire

### Création et développement
Le 9 novembre 1977, naît le premier magasin « La Récré » spécialisé dans les jeux et jouets créé par Maurice Grunberg, dans le centre commercial Parinor (maintenant O'Parinor) dans la région parisienne en France, par la suite le deuxième magasin « La Récré » ouvre en 1986 dans le centre commercial Créteil Soleil.
En 1994, l'enseigne « La Récré » devient La Grande Récré et compte 23 magasins en France et à partir des années 2000, 67 magasins La Grande Récré sont implantés en France.
Dès 2002, La Grande Récré ouvre des magasins à l'international au Maroc et en Belgique et en 2003, La Grande Récré crée un bureau à Hong-Kong pour être plus proche de ses fournisseurs.
En 2005, le groupe La Grande Récré devient le Groupe Ludendo, après le rachat de plusieurs enseignes spécialisées dans les jeux et jouets dont Jouetland et Starjouet. Le Groupe Ludendo ouvre des magasins La Grande Récré en franchisé.
En 2013, le Groupe Ludendo rachète les sites internet Avenue des Jeux, Rue des Maquettes et Rue des Puzzles, ainsi que l'enseigne Loisirs & Création.
En 2015, Jean-Michel Grunberg était classé par Challenges 354ᵉ fortune de France (160 M€).
Elle compte en 2019 131 magasins en France, 13 au Maroc, un en Côte d'Ivoire et un à Djibouti[source insuffisante].

### Difficultés financières
Après Toys "R" Us, c'est au tour de La Grande Récré de subir les effets de la concurrence des ventes sur Internet. Le 5 mars 2018, le groupe Ludendo est placé en redressement judiciaire par le tribunal de commerce de Paris après une cessation de paiement,.
En juin 2018, Ludendo Groupe annonce la fermeture de ses filiales en Espagne, en Suisse et en Belgique, ainsi que de 62 magasins La Grande Récré sur les 166 détenues directement par le groupe en France. Le groupe annonce la vente des marques Avenue des Jeux, Rue des Maquettes, et Rue des Puzzles, ainsi que l'arrêt des marques Rue de la fête et Loisirs et Création. Dans le cadre de ce même plan est également annoncée la suppression d'une quarantaine de postes au siège de Ludendo. En juillet 2018, Ludendo Groupe se sépare de la chaîne suisse de magasins de jouets Franz Carl Weber, revendue à trois investisseurs en Suisse.
En octobre 2018, le Tribunal de Commerce de Paris valide le plan de continuation présenté par Jean-Michel Grunberg avec l'appui de Michel Ohayon (Financière immobilière Bordelaise). Depuis, le groupe ouvre à nouveau des magasins[réf. nécessaire].
En avril 2023, le tribunal de commerce de Paris a ouvert une procédure de liquidation judiciaire à l'encontre de Ludendo Entreprises, maison mère de La Grande Récré. JouéClub a présenté une offre de reprise portant sur 90 % du réseau de La Grande Récré. Cette offre est choisie par le tribunal de commerce en juin 2023.

## Organisation
La Grande Récré est la dénomination commerciale de Ludendo Commerce France (RCS 414-138-842). Son actionnaire majoritaire est Ludendo SAS (RCS 312-235-781), elle-même détenue majoritairement par Ludendo Entreprises (RCS 520-581-992) dont le président est Jean-Michel Grunberg (fils du fondateur Maurice Grunberg). La famille Grunberg détenait la totalité de l'entreprise jusqu'en décembre 2017, date de l'ouverture d'une partie du capital, dont 62 % restent leur propriété.
En 2018, avant la mise en redressement judiciaire, La Grande Récré possédait près de 400 magasins dans le monde, et 252 en France, dont 88 franchisés.